# Hebgen Lake Estates
Hebgen Lake Estates – jednostka osadnicza w Stanach Zjednoczonych, w stanie Montana, w hrabstwie Gallatin.